# Dregeochloa
Dregeochloa  Conert é um género botânico pertencente à família Poaceae, subfamília Danthonioideae, tribo Danthonieae.
São espécies nativas da África.

## Espécies
- Dregeochloa calviniensis Conert
- Dregeochloa pumila (Nees) Conert